# Ice Age: Dawn of the Dinosaurs
Ice Age: Dawn of the Dinosaurs (titulada La era de hielo 3 en Hispanoamérica y Ice Age 3: El origen de los dinosaurios en España) es una película animada de 2009, y la tercera película de la franquicia Ice Age.
Fue estrenada el 1 de julio de 2009, convirtiéndose en la primera película de Ice Age y la primera película de 20th Century Fox estrenada en 3D. Recibió críticas mixtas de los críticos y recaudó 886,7 millones de dólares en todo el mundo, lo que la convierte en la tercera película más taquillera de 2009, la película animada más taquillera de 2009, la película Ice Age más taquillera y la película más taquillera de Blue Sky Studios. Dos secuelas, Ice Age: Continental Drift y Ice Age: Collision Course, se lanzaron en 2012 y 2016, respectivamente.

## Argumento
La historia comienza con Scrat robando una bellota en un principio cuando se encuentra a Scratte, una ardilla prehistórica ladrona femenina. Al principio se enamora, pero se da cuenta de que también quería su bellota. Después de una pelea con la ardilla, termina lanzándola a un precipicio, de donde quiere rescatarla. Pero la ardilla Scratte se agarra de la bellota y se escapa con ella ya que era una ardilla voladora, mientras Scrat cae al precipicio y cae en el pie de Sid. Después se ve a Manny corriendo con agua porque supuestamente su hijo/a iba a nacer, demostrando su obsesión. Manny y Ellie están esperando su primer hijo, y Manny está obsesionado con hacer la vida perfecta y segura para la familia, debido a que anteriormente cazadores humanos asesinaron a su anterior esposa y su hijo, la obsesión era a tal punto que incluso construyó un parque muy seguro para su bebé. Al mismo tiempo, Diego se encuentra incapaz de atrapar a una engreída gacela al estar acechando. Después discute con Manny porque estaba perdiendo el "toque" y no podía cazar bien. Diego le hace ver a Sid que la nueva prioridad de Manny es su familia y que ellos deben seguir su camino, por lo que decide salir de la manada, en la creencia de que está perdiendo su naturaleza depredadora como un tigre. 
Sid triste intenta hacer amigos, pero estos huyen de él, en eso cae por una cueva subterránea y encuentra tres huevos que adopta, ya que presume que estaban abandonados. Manny le dice que devuelva a los huevos pero Sid se niega, llevándose a los huevos a un refugio de piedra debido a que comienza una tormenta. A la mañana siguiente Sid despierta y, sorprendido, ve a tres bebés Tyrannosaurus rex que creen que él es su madre. Ese mismo día Sid los lleva al parque de juegos que Manny hizo para su hijo aún no nacido, pero las otras crías animales del sector se meten creyendo que Sid los está invitando, sin embargo, los bebés t-rex, al tener una naturaleza depredadora, son muy rudos para las crías convirtiendo la diversión en horror destruyendo el parque en el proceso. Manny, furioso le insiste a Sid qué devuelva los dinosaurios a donde los había encontrado, ya que no pertenecen a ese lugar. En ese momento aparece la madre T-Rex que es también conocida como "Mamá Dino" (la cual es una parodia a la T-Rex de Parque Jurásico), que, enfurecida anda buscando a sus hijos. En el camino todos entran en pánico y Manny les dice a todos "Que nadie mueva un músculo" (haciendo referencia a una típica escena de Parque Jurásico), pero igual todos corren y Sid se niega a devolverle los bebés, por lo que ella los agarra y se lo lleva también.
Manny, Ellie, Crash y Eddie lo siguen hasta el interior de la cueva, donde descubren un mundo tropical poblado por miles de dinosaurios. En ese momento son atacados por un Ankylosaurus; Diego, quien había visto a Sid siendo raptado por la Mama Dino, también los había seguido, y ellos consiguen escapar, aunque inmediatamente se encuentran rodeados de otros dinosaurios que están dispuestos a atacarlos y en ese momento aparece Buck, una comadreja trastornada, los salva y los ayuda a buscar a su amigo perdido, guiándolos por una ruta llena de peligros hasta las cercanías de unas cataratas de lava donde se dirige Mamá Dino. Buck lleva mucho tiempo viviendo solo en la selva, persiguiendo a un Baryonyx albino llamado por Buck "Rudy", para vengar la pérdida de su ojo a manos del dinosaurio. Mientras tanto, la T-Rex se lleva a Sid y a sus bebés a un lugar, ella deja a sus crías y se propone comerse a Sid, pero sus crías se interponen. la Mamá T-Rex paulatinamente va aceptando la compañía de Sid.
Más tarde, Ellie comienza a sentir nervios en el camino y Manny, creyendo que tiene hambre, agarra una fruta, pero resulta ser una planta carnívora gigante que lo atrapa a él y a Diego. Buck aparece y los rescata, por lo que Ellie le pregunta si los puede ayudar a rescatar a Sid, él accede a cambio de que sigan unas reglas. Así, recorren el camino y Buck se va ganando la simpatía de todos, pero Manny sigue preocupado por Ellie y su bebé. Al cruzar un túnel, diciendo que Buck que les dijo que cruzar y respirar, creyendo que es un gas tóxico, Crash y Eddie respiran el gas, incluyendo a Manny y Diego, viendo que el gas les cambia a una voz graciosa y también Buck lo respira y le cambia a voz que contiene helio, a pesar de las objeciones de Ellie, ya que Buck le dijo que el gas era tóxico porque, al ver esqueletos de dinosaurios bajo el puente, ellos "se rieron y murieron". Buck lo convence de que, dentro de todo, demuestra ser un buen amigo para Sid al poner en riesgo su vida para buscarlo, aunque mal patriarca por arriesgar a su familia. Por su parte, la mamá T-Rex se lleva a los bebés y a Sid a una cueva para ir a dormir, y le permite a Sid quedarse.
Al día siguiente, Sid se separa de la familia y es perseguido por Rudy. Cuando están a punto de llegar a las cataratas, a Ellie le llega la hora de dar a luz, pero unos dinosaurios con plumas tratan de atacarla. Manny y Diego defienden a Ellie de los dinosaurios y acaban con ellos. Mientras tanto, Sid se cae en una losa de piedra suelta que está flotando en un río de lava y está a punto de desplomarse sobre las cataratas, pero es rescatado por Buck, Crash y Eddie, montando un pterosaurio. Cuando ellos vuelven con la manada, Ellie da a luz a una mamut que bautizan como Peaches (Morita en Hispanoamérica, Melocotón en España). 
La manada se prepara para regresar a la superficie, pero son emboscados y atacados por Rudy. Mientras Buck lo distrae, Manny, Diego y Sid atan a Rudy y este cae, pero es accidentalmente liberado por Sid. Mamá Dino, como agradecimiento a Sid por cuidar a sus hijos, aparece y empuja a Rudy, lanzándolo a un precipicio. Buck se da cuenta de que ya no tenía nada más que hacer y considera unirse a la manada, Sid se despide de sus hijos adoptivos y Mamá Dino. Cuando estaban a punto de salir, se oye un rugido; Rudy seguía con vida, y Buck decide quedarse para cazarlo y seguir siendo enemigos. Diego se reintegra a la manada, y Peaches se integra en la familia.
Mientras sucedía todo esto, Scrat y Scratte, que habían llegado al submundo al caer por un agujero de hielo, se enamoran luego de que él salvase su vida, dejando la bellota de lado. Luego construyen su hogar. Sin embargo Scrat se decepciona de ella por su actitud mandona, y se escabulle en busca de su bellota. Esta es enterrada por la furiosa Scratte, lo que causa que el terreno donde estén termine erupcionando, devolviendo a Scrat a la superficie, aunque este pierde la bellota una vez más y termina gritando por histeria.

## Personajes y reparto
- Scrat (Chris Wedge): En esta película, el sigue robando bellotas. Esta vez él tiene fuertes deseos de conseguirla, pero ahora tiene un rival Scratte, una ardilla voladora con una inteligencia increíble, a veces mejor que la de Scrat, es sabido que cuando están los dos tratando de agarrar la bellota, esa misión, Scrat y Scratte se enamoran.

- Sid (John Leguizamo): Sid es un perezoso terrestre gigante algo torpe, el siempre se mete en problemas, al ver que Diego se va él se pone muy triste, el le dice que se quede ya que "van" a tener un bebe, el le dice que nosotros no si no, entonces se da cuenta de que nadie lo quiere y tiene ganas de tener una familia, luego encuentra unos huevos y los crías hasta que llega su mamá. Sid es un Megalonyx, un perezoso terrestre gigante. Doblado en Latinoamérica por Carlos Espejel.
- Manny (Ray Romano): El normalmente súper-relajado Manny, está a punto de ser padre, sabe que Ellie está embarazada, y hace que todo esté seguro para su pedazo de alegría tamaño mamut. Está fuera de ritmo, pero siempre listo para liderar a la manada. Es un mamut lanudo. Doblado en Latinoamérica por Jesús Ochoa.

- Diego (Denis Leary): Este es un pez feroz dientes de sable, que solía ser muy rápido y temerario, pero últimamente ha estado muy sedentario, su condición fisíca es muy baja y es una de las principales razones por las que él se va de la manada (aunque luego vuelve). Es un tigre dientes de sable. Doblado en Latinoamérica por Sebastian Llapúr.

- Crash y Eddie (Seann William Scott y Josh Peck): Crash ama los deportes extremos y los problemas, y de Eddie se podría decir lo mismo. Eddie sigue a su hermano a donde sea, ya que además de ser hermanos son muy amigos y muy miedosos. Son dos zarigüeyas. Doblado en Latinoamérica por José Antonio Macías y Moisés Ivan Mora.

- Ellie (Queen Latifah): Ellie está loca, y además emocionada: Un bebé está en camino, los mamuts tienen un largo embarazo, así que tiene mucho tiempo para prepararse. Siempre con su actitud alegre y de "Espíritu Libre", tendrá que lidiar con la ansiedad de Manny, siendo ella la que mantenga al grupo unido. Es una mamut. Doblada en Latinoamérica por Angelica Vale.

- Buck (Simon Pegg): Un nuevo personaje. Buck es una comadreja temeraria y aventurera. Caza dinosaurios, y sabe mucho sobre la jungla, tiene también una obsesión (parecida a la del Capitán Ahab en Moby Dick), hacia un dinosaurio llamado Rudy, por quien hará lo imposible por cazarlo. Perdió su ojo en una batalla anterior con Rudy pero, a cambio, obtuvo un cuchillo creado a partir del diente que Rudy perdió en la lucha. Doblado en Latinoamérica por Óscar Flores.

- Rudy (Frank Welker) El dinosaurio más feroz y grande del subsuelo. Por culpa de él, Buck perdió el ojo. También fue Buck quien lo bautizó como Rudy. Es un Baryonyx gigante albino y el antagonista principal de la película.

- Mamá Dino: Es un tiranosaurio rex, mamá de los huevos que encontró Sid. Al principio de la película empezó siendo enemiga de la manada pero al final de la película salva a Sid de Rudy.

- Scratte (Karen Disher): Rápida, astuta y determinada, Scratte es el nuevo personaje, ella usa sus instintos femeninos para darle a Scrat algo de competencia. Más adelante convierte en la pareja de Scrat, pero él se cansa de su actitud y la abandona. Al final, se queda en el mundo de los dinosaurios.

- Peaches (Morita en Hispanoamérica, Melocotón en España): Es la hija de Manny y Ellie, la bautizaron así porque fue la llamada clave para saber que estaba por nacer, además de ser pequeña, redonda y suave, frase que le dice Manny a Ellie como un cumplido de que se parece a los melocotones.

## Producción
Blue Sky decidió hacer "más una aventura hipotética" en la tercera entrega de Ice Age, "como encontrar el simio gigante en King Kong o un Shangri-la en medio de la nieve", y agregó los dinosaurios a la historia. El diseñador de personajes Peter de Sève acogió con agrado la nueva incorporación a la trama, ya que no se le ocurría ningún otro mamífero gigante para incluir en la historia. El enfoque del "mundo perdido" condujo a dinosaurios coloridos, porque "los dinosaurios no tenían por qué ser sólo marrones, y puedes tomarte libertades porque nadie sabe de qué color eran", según de Sève. El diseño de Rudy se inspiró en el Baryonyx debido a su aspecto de cocodrilo, que De Sève consideraba incluso más amenazador que el T. rex.

## Dinosaurios
El Mundo Perdido de los dinosaurios está debajo de la superficie y del hielo, la luz del Sol llega a través del hielo, en el se encuentra una selva tropical, además es caliente debido a los volcanes y ríos de lava qué existen en el.
 Prácticamente todas las especies de dinosaurios y otras criaturas mesozoicas mostradas poseen un tamaño muy exagerado en comparación al de los animales reales, algo que se puede notar con mayor claridad en aquellas escenas donde los personajes mamíferos interactúan con los dinosaurios. Por ejemplo, la madre T. rex, con 22 metros de largo, es casi el doble del tamaño de un Tyrannosaurus rex real.
- Ankylosaurus: Aparece en una escena que persigue a los protagonistas. Al final aparece ocultándose de Rudy. Está mal representado ya que se le ve aparentemente depredador, y con filosos dientes. En realidad, era herbívoro y su boca terminaba en un pico. También la maza caudal vista no es propia de un anquilosaurio, sino es más parecida a la de un Doedicurus.
- Archaeopteryx: Después que Sid ofreciera vegetales a los niños t-rex y los rechazaran, la mamá Dino les ofrece un Archaeopteryx aparentemente muerto. Pero cuando Sid intenta convencerlos de que no se coman al ave, descubre que sigue con vida y lo arroja a un precipicio esperando que vuele libre, pero como no vuela, se cae por el precipicio y es cazado por un pterosaurio.
- Baryonyx: El feroz cazador conocido por Buck como "Rudy" es un enorme Baryonyx albino con ojos rojos. En su primer encuentro con Buck, le quitó un ojo con sus garras. Luego intentó devorarlo, pero Buck escapó quitándole un diente en el proceso. Desde entonces ambos mantienen una rivalidad. En la película por lo menos lo muestran como 2 o 3 metros más grande que el Tyrannosaurus, un tamaño semejante al del Spinosaurus, aunque no se trate de uno.
- Brachiosaurus: A lo largo de la película aparecen varios de ellos. Ellie y los otros usan uno como tobogán para escapar de un anquilosaurio descontrolado. Buck, Crash y Eddie, cuando montan un pterosaurio, pasan por debajo de ellos. Dos braquiosaurios con los cuellos forman un corazón cuando Scrat y Scratte psaean en una balsa. Detalle incorrecto poco captado en la película, es que no poseen los hombros más altos que las caderas, rasgo típico del Brachiosaurus y sus familiares cercanos.
- Compsognathus: El más pequeño de los dinosaurios aparecidos, tienen un breve cameo donde un grupo de ellos se dispersa cuando Mamá T-rex se acerca.
- Dilong Paradoxus: Son Los Esqueletos Que Murieron Por Un Gas, Nunca Se Lo Vieron Vivos solo Era una Referencia De Lo Tóxico Que Era el Gas
- Guanlong: Son los enemigos de la manada al momento al que Ellie le toca parir. Sin embargo, Diego y Manny logran acabar con todos ellos. Tienen algunas plumas en la nuca y lomo, un detalle que sí pudo haber sido cercano a la realidad.
- Harpactognathus: Un pterosaurio pequeño varias veces visto en el filme. Uno de ellos es domado por Buck en su intento de rescatar a Sid junto a Crash y Eddie. En el proceso se ve perseguido por una bandada de Quetzalcoatlus.
- Iguanodon: Primero, durante una fracción de segundo aparece una pequeña manada. Después se ven junto al Kentrosaurus y al Pachycephalosaurus acorralando a Manny, Diego, Ellie y las zarigüeyas antes de ser ahuyentados por Buck. A diferencia del animal real no poseen un pico.
- Kentrosaurus: Herbívoros que aparecen por primera vez cuando Manny y compañía escapan del Ankylosaurus y rodean a los héroes. Son atacados por Buck con una especie de baya fétida. Luego, un par es visto alimentándose de helechos. En la película posee un cuello muy largo, una característica notable del emparentado Miragaia. Sin embargo, el arte conceptual los identifica como Kentrosaurus.
- Pachycephalosaurus: Solo aparece en una corta escena cuando los protagonistas descubren la selva. Junto a otros dinosaurios, amenazan a los héroes antes de ser burlados por Buck.
- Quetzalcoatlus: Aparecen persiguiendo a Buck, Crash y Eddie a través de las cataratas de lava. A diferencia del animal real, en el filme poseen dientes y son representados como cazadores aéreos.
- Triceratops: Aparece una familia de ellos cruzando un charco donde Buck estaba oculto bajo un nenúfar. La cría casi lo descubre, pero es regañada por el padre y prosigue su camino sin detectar a Buck. El collar óseo de los triceratops del filme es mucho más grande que el del animal real, haciendo que se asemeje más al de un Chasmosaurus.
- Troodon: Aparecen tres ejemplares alimentándose de una fruta.
- Tiranosaurio rex: Son Mamá T-rex y sus tres crías, bautizadas por Sid como Hueverto, Yema y Clara. Mamá Rex descubre que los niños han creado un vínculo con Sid. Ella tendrá que trabajar junto a Sid para educarlos.

## Recepción
Ice Age 3: Dawn of the Dinosaurs recibió críticas mixtas de parte de la crítica, pero más positivas de parte de la audiencia. En el portal de Internet Rotten Tomatoes tiene una aprobación de 45% basada en 157 reseñas, con una puntuación de 5.4/10 de parte de la crítica, mientras que los usuarios le han dado una aprobación de 62%.
En Metacritic recibió una calificación de 50 de 100 basada en 25 reseñas, indicando "críticas mixtas". Las audiencias de CinemaScore le dieron una calificación de "A-" en una escala de A+ a F, mientras que IMDb, los usuarios le han dado una puntuación de 7.0/10 basada en más de 164 000 votos.

## Secuela
Una cuarta película fue anunciada por Twentieth Century Fox el 5 de mayo de 2010 con el tentativo título de Ice Age: Continental Drift (Ice Age 4: Deriva continental o Era de Hielo 4). La película se estrenó en 3-D el 13 de julio de 2012. Ray Romano, Queen Latifah, John Leguizamo, Denis Leary y Chris Wedge le pondrán las voces a Manny, Ellie, Sid, Diego y Scrat y compañía.